# Butheolus thalassinus
Espèce
Butheolus thalassinus est une espèce de scorpions de la famille des Buthidae.

## Distribution
Cette espèce est endémique du Yémen. Elle se rencontre vers Aden et Ta'izz.

## Description
Le mâle décrit par Lowe en 2018 mesure 24,00 mm.

## Publication originale
- Simon, 1882 : « Viaggio ad Assab nel Mar Rosso, dei signori G. Doria ed O.Beccari con il R.Avviso "Esploratore" dal 16. Novembre 1879 al 26. Febbraio 1880. II. Étude sur les Arachnides de l'Yemen méridional. » Annali del Museo Civico di Storia Naturale di Genova, vol. 18, p. 207-260 (texte intégral).